# Doesn't Mean Anything
Doesn't Mean Anything è un brano musicale del 2009 interpretato da Alicia Keys, e pubblicato come primo singolo dell'album The Element of Freedom, quarto lavoro in studio della cantante.

## Video musicale
Il video musicale di Doesn't Mean Anything è stato girato fra il 27 ed il 28 settembre 2009, ed è stato diretto da P.R. Brown. Il video si apre mostrando la cantante affacciata al balcone del suo attico mentre contempla la veduta sulla città, e nel frattempo si sente la sua voce che recita il seguente monologo:
"This beautiful city feels empty. All the people in the world and you can still feel lonely. What's the point of having it all without the person you love. Sometimes you just need to start again in order to fly. (Questa meravigliosa città si sente vuota. Con tutta la gente nel mondo puoi sentirti ancora solo. Qual è il senso di avere tutto senza la persona che ami. A volte hai bisogno di ricominciare da capo per poter volare.)"
Dopodiché la cantante scende nel suo appartamento composto di vetrate su tutte le pareti, e parte l'audio della canzone. In questa sequenza la cantante indossa un semplice vestito color pesca sbracciato e viene mostrata mentre ciondola in giro per l'attico o mentre suona il piano. Un po' alla volta, iniziano a dissolversi e a scomparire tutti gli oggetti presenti nell'appartamento, finché non scompare anche la casa stessa e Keys si ritrova su una stradina fatta di assi di legno in mezzo al deserto americano, con abiti nuovi: giacca di pelle nera, pantaloni neri aderenti, canotta dorata e stivali argentati con tacchi a spillo. Il video si conclude con la cantante che scala un'enorme montagna e che, dopo aver raggiunto la cima, esegue le ultime note del brano sovrastando il panorama sottostante.

## Ricezione
Doesn't Mean Anything è stato presentato ufficialmente sul canale YouTube di Alicia Keys il 22 settembre 2009, dopo che la cantante si era esibita sul palco degli MTV Video Music Award 2009 insieme a Jay-Z. Lo stesso giorno il singolo è stato reso disponibile su iTunes. Il brano è diventato il primo singolo apri-pista di Alicia Keys a non raggiungere né la prima posizione della classifica Hot R&B/Hip-Hop Songs né tantomeno la top10 della Billboard Hot 100. Si è rivelato infatti uno scarso successo in patria, fermandosi alla posizione numero 14 della classifica R&B/Hip-Hop e raggiungendo solo la numero 60 nella Hot 100, nonostante avesse debuttato al numero 61, più in alto di qualsiasi precedente singolo dell'artista. In Canada non è andato meglio, visto che si è fermato alla posizione numero 66. Come in Nord America, anche in Oceania il singolo è stato un flop: non è entrato nella top50 australiana, e in Nuova Zelanda è arrivato al numero 22.
In Europa invece il singolo è stato accolto decisamente meglio, riuscendo ad entrare nella top20 di molti paesi. Nel Regno Unito è arrivato alla posizione numero 8, diventando il settimo singolo dell'artista ad entrare nella top10 britannica. In Svizzera è entrato in classifica il 6 dicembre alla posizione numero 12, e la settimana successiva è balzato fino al numero 5. In Austria il brano è entrato in classifica alla posizione numero 15 il 4 dicembre 2009, diventando il terzo singolo da solista della cantante ad entrare nella top20 austriaca. In Italia invece è stato il quarto singolo da solista di Keys ad essere entrato in top20, e il sesto in totale. Sia in Spagna che nella regione francese del Belgio il pezzo è arrivato alla posizione numero 22, mentre nella regione fiamminga è entrato in top10, essendo arrivato alla posizione numero 10.

## Classifiche
| Classifica(2009)                     | Posizione massima |
| ------------------------------------ | ----------------- |
| Australia                            | 96                |
| Austria                              | 15                |
| Belgio (Flanders)                    | 60                |
| Belgio (Vallonia)                    | 22                |
| Canada                               | 66                |
| Europa                               | 15                |
| Francia                              | 17                |
| Germania                             | 8                 |
| Irlanda                              | 34                |
| Italia                               | 20                |
| Giappone                             | 6                 |
| Nuova Zelanda                        | 22                |
| Paesi Bassi                          | 27                |
| Repubblica Ceca                      | 31                |
| Slovacchia                           | 31                |
| Spagna                               | 22                |
| Svizzera                             | 5                 |
| Regno Unito                          | 8                 |
| Regno Unito (R&B)                    | 4                 |
| U.S. Billboard Hot 100               | 60                |
| U.S. Billboard Hot R&B/Hip-Hop Songs | 14                |

## Tracce
Promo - CD-Single J - (Sony)
1. Doesn't Mean Anything - 3:53

CD-Single RCA 88697 621702 (Sony) / EAN 0886976217020
1. Doesn't Mean Anything - 4:39
2. Dreaming - 4:32